# Charte Waldeck
La charte Waldeck (Charte Waldeck en allemand) était une ébauche de constitution pour la Prusse écrite en juillet 1848 dans le cadre de l'assemblée nationale prussienne, lors des événements de la révolution de mars, par Franz Leo Benedikt Waldeck.
Parmi les thèmes abordés par ce texte on trouve : les droits fondamentaux, l'armement du peuple, une limitation du droit de véto du roi sur les décisions parlementaires et un droit de vote au suffrage universel pour l'élection de la seconde chambre du parlement.
En décembre 1848, le royaume de Prusse devint une monarchie constitutionnelle par l'introduction d'une constitution grandement inspirée de la charte Waldeck, quoique plus conservatrice.

## Contexte historique
Le roi Frédéric-Guillaume IV s'est vu obligé de céder aux exigences des révolutionnaires après les émeutes du 18 mars 1848 à Berlin. Ces derniers d'influence libérale ou démocrate voulaient entre autres la mise en place d'une constitution dans le royaume.

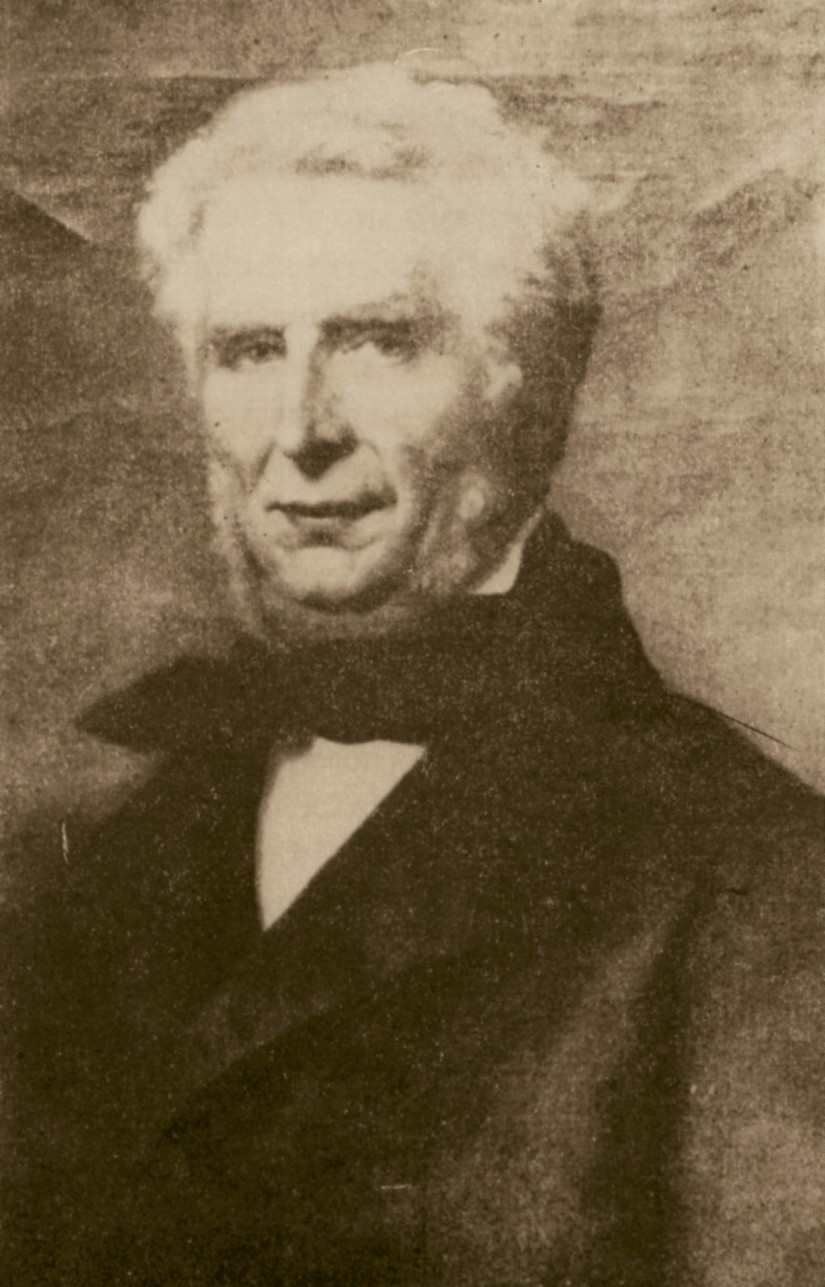
Franz Leo Benedikt Waldeck, président de la commission constitutionnelle de l'assemblée nationale prussienne

Le roi ouvrit ainsi le 22 mai 1848 l'assemblée nationale prussienne chargée de rédiger une constitution. Jusqu'ici les promesses de son prédécesseur Frédéric-Guillaume III sur le sujet, faite en 1810 et 1815, étaient restées sans suite. Par ailleurs l'article 13 de l'acte confédéral allemand de 1815 stipulait que chaque membre de la confédération germanique, dont la Prusse, devait disposer d'une constitution. Pendant que l'assemblée débattait sur le sujet de la constitution, les émeutes cessèrent à Berlin et l'ordre revint. Influencé par ses conseillers conservateurs, le roi effectua petit-à-petit un virage réactionnaire et retira certaines réformes libérales.
Le 22 mai 1848, le cabinet libéral Camphausen-Hansemann publie leur proposition de constitution. Elle garantie notamment les droits des citoyens. Waldeck la rejette tout de même car elle ne limite pas assez à son goût les pouvoirs du roi tout en garantissant certains privilèges à la noblesse. Ce rejet est partagé par les démocrates et par une partie des libéraux. Lors d'un discours du 15 juin, Waldeck parvient à convaincre la majorité de la chambre qu'elle a le droit non seulement de débattre de la constitution, mais également de l'amender voir d'en proposer une autre. Une commission constitutionnelle est donc créée, Waldeck en prend la présidence. Il ne s'arrête pas là et déclare qu'en matière de réformes et de lois également, le parlement a le droit à l'initiative : « Je pense que je peux promettre une chose : les lois, que le gouvernement ne soumet pas, nous allons les lui soumettre (...) car nous voulons tous que la révolution porte maintenant ses fruits, ».

## La Charte
Waldeck rédige principalement les parties concernant les droits fondamentaux. La charte représente un compromis entre les visions libérales et démocrates, tout en allant beaucoup plus loin que celle du gouvernement Camphausen-Hansemann. Les privilèges y sont ainsi abolis, les libertés personnelles, de presse et de réunion, ainsi que le droit au port d'armes y sont garanties. Une séparation de l'Église et de l'État ainsi qu'une réforme scolaire sont également prévues. Les démocrates tentent bien d'imposer le principe de souveraineté du peuple, au bout du compte ce sont les libéraux qui font prévaloir la monarchie constitutionnelle. De même, résultat du compromis, la charte prévoit un système parlementaire bicamérale et un suffrage indirect. La charte Waldeck ne doit donc pas être vue comme une œuvre personnelle, mais bien comme le fruit de longues discussions. Elle représente également un succès pour les démocrates et les libéraux radicaux, de par la garantie des droits fondamentaux et le rejet d'un droit de véto royal sur les décisions du parlement. Le droit de véto royal n'est en effet que suspensif. Le terme roi « de droit divin » est également rayé du texte.
Quand la charte Waldeck fut finalement présentée en juillet 1848, elle fut rejetée par le roi et les députés conservateurs. L'assemblée fut dissoute début décembre 1848.

## Postérité
Toujours en décembre, le roi promulgua une nouvelle constitution reprenant de nombreux éléments de la charte, tout en y renforçant son pouvoir. Par exemple, il introduisit un état d'urgence. Le droit de vote égalitaire prévu par la charte Waldeck fut dans un premier temps conservé, cependant il laissa en 1850 la place au système des trois classes qui privilégiait les plus fortunés. La nouvelle constitution fut quelque peu réformée en janvier 1850 puis resta inchangée pour l'essentiel jusqu'en 1918 et la révolution de novembre.

## Citations
1. ↑  « Eins glaube ich versprechen zu können: diejenigen Gesetze, welche uns das Ministerium nicht vorlegt, werden wir ihm vorlegen […] denn wir alle wollen, dass die Revolution nun Früchte trägt. »